# Нахимовка (Приморский край)
Нахи́мовка — село в Спасском районе Приморского края. Входит в состав Хвалынского сельского поселения.

## География
Село Нахимовка стоит на малых ручьях, правых притоках реки Одарка.
Дорога к селу Нахимовка идёт на север от автодороги Спасск-Дальний — Яковлевка — Варфоломеевка (между сёлами Татьяновка и Нововладимировка).
Расстояние до Татьяновки около 6 км, расстояние до Спасска-Дальнего около 25 км.

## Население
| 1915 | 1923 | 1926 | 1959 | 1970 | 1979 | 2002 |
| ---- | ---- | ---- | ---- | ---- | ---- | ---- |
| 350  | ↗373 | ↘352 | ↘300 | ↗500 | ↘313 | ↘215 |
| 2003 | 2010 |      |      |      |      |      |
| ↘200 | ↘180 |      |      |      |      |      |

## Улицы
| - ул. Арсеньева, - ул. Дачная, - ул. Зелёная, - пер. Нахимова 1-й, - пер. Нахимова 2-й, | - пер. Нахимова 3-й, - ул. Нахимова, - ул. Новая, - ул. Садовая, - ул. Тихая. |

## Экономика
Сельскохозяйственные предприятия Спасского района.